# Magdalena Zahuatlán
Magdalena Zahuatlán là một đô thị thuộc bang Oaxaca, México. Năm 2005, dân số của đô thị này là 422 người.